# Cory McKenna
Cory McKenna (Cwmbran, Gales; 11 de julio de 1999) es una artista marcial mixta británica que compite en la división de peso paja para Ultimate Fighting Championship.

## Primeros años
Nacida en Gales, McKenna pasó la mayor parte de su infancia en Colchester (Inglaterra), debido a que su padre trabajaba en el ejército. Su madre, Wendy, también compite en artes marciales mixtas y tiene un récord profesional de 1-2.
McKenna empezó a entrenar kárate a los 10 años y, tras pasar por el muay thai, el jiu-jitsu brasileño y el boxeo, empezó a entrenar artes marciales mixtas a los 13 años. Dos años más tarde se convirtió en atleta a tiempo completo, mientras entrenaba ocasionalmente para ayudar a financiar sus combates. Como aficionada, McKenna fue 7-0 y fue campeona de peso paja y peso pluma.

## Carrera de artes marciales mixtas

### Cage Warriors
En marzo de 2018, McKenna hizo su debut profesional en Cage Warriors 91 y venció a Maria Vittoria Colonna después de un retiro en la primera ronda. Se enfrentó a Eva Dourthe tres meses después en Cage Warriors 94 y ganó por decisión dividida. En septiembre de 2018, McKenna sufrió su primera derrota después de una derrota por decisión dividida contra Micol Di Segni en Cage Warriors 97.
En abril de 2019, McKenna se enfrentó a Fannie Redman en Cage Warriors 104. Ella ganó la pelea por estrangulamiento trasero desnudo en la segunda ronda. Un mes más tarde, venció a Giulia Chinello en Cage Warriors 105 a través de ground and pound en la primera ronda. En octubre de 2019, McKenna debía luchar contra Griet Eeckhout en Cage Warriors 108, pero la pelea fue cancelada después de que su oponente no pudo hacer peso. En abril de 2020, su pelea con Lanchana Green también fue cancelada después de que Cage Warriors 114 fue cancelado debido a las restricciones durante la pandemia de coronavirus.

### Dana White's Contender Series
El 11 de agosto de 2020, McKenna apareció en el programa Contender Series 2020 de Dana White. Tras ganar por decisión unánime a Vanessa Demopoulos, McKenna consiguió un contrato con la Ultimate Fighting Championship. El acuerdo la convirtió en la primera mujer galesa y la luchadora británica más joven en firmar por la promoción.

### Ultimate Fighting Championship
McKenna hizo su debut promocional contra Kay Hansen el 14 de noviembre de 2020, en UFC Fight Night: Felder vs. dos Anjos. Ganó la pelea por decisión unánime.
En su segunda actuación, se enfrentó a Elise Reed el 19 de marzo de 2022, en UFC Fight Night: Volkov vs. Aspinall. Perdió el combate por decisión dividida.
McKenna se enfrentó a Miranda Granger el 6 de agosto de 2022 en UFC on ESPN: Santos vs. Hill. Ganó el combate por estrangulamiento en el hombro en el segundo asalto.
McKenna se enfrentó a Cheyanne Vlismas el 17 de diciembre de 2022 en UFC Fight Night: Cannonier vs. Strickland. Ganó la pelea por decisión unánime.

## Récord en artes marciales mixtas
| Resultado | Récord | Oponente               | Método                      | Evento                                    | Fecha                    | Ronda | Tiempo | Localización |
| --------- | ------ | ---------------------- | --------------------------- | ----------------------------------------- | ------------------------ | ----- | ------ | ------------ |
| Derrota   | 8–4    | Julia Polastri         | Decisión (split)            | UFC Fight Night: Royval vs. Taira         | 12 de octubre de 2024    | 3     | 5:00   | Las Vegas    |
| Derrota   | 8–3    | Jaqueline Amorin       | Sumisión (armbar)           | UFC Fight Night: Tuivasa vs. Tybura       | 16 de marzo de 2024      | 1     | 1:38   | Las Vegas    |
| Victoria  | 8–2    | Cheyanne Vlismas       | Decisión (unánime)          | UFC Fight Night: Cannonier vs. Strickland | 17 de diciembre de 2022  | 3     | 5:00   | Las Vegas    |
| Victoria  | 7–2    | Miranda Granger        | Sumisión (Von Flue choke)   | UFC on ESPN: Santos vs. Hill              | 6 de agosto de 2022      | 2     | 1:03   | Las Vegas    |
| Derrota   | 6–2    | Elise Reed             | Decisión (split)            | UFC Fight Night: Volkov vs. Aspinall      | 19 de marzo de 2022      | 3     | 5:00   | Londres      |
| Victoria  | 6–1    | Kay Hansen             | Decisión (unánime)          | UFC Fight Night: Felder vs. dos Anjos     | 14 de noviembre de 2020  | 3     | 5:00   | Las Vegas    |
| Victoria  | 5–1    | Vanessa Demopoulos     | Decisión (unánime)          | Dana White's Contender Series 28          | 11 de agosto de 2020     | 3     | 5:00   | Las Vegas    |
| Victoria  | 4–1    | Giulia Chinello        | TKO (puñetazos)             | Cage Warriors 105                         | 31 de mayo de 2019       | 1     | 2:15   | Colchester   |
| Victoria  | 3–1    | Fannie Redman          | Sumisión (rear-naked choke) | Cage Warriors 104                         | 27 de abril de 2019      | 2     | 2:06   | Cardiff      |
| Derrota   | 2–1    | Micol Di Segni         | Decisión (split)            | Cage Warriors 97                          | 29 de septiembre de 2018 | 3     | 5:00   | Cardiff      |
| Victoria  | 2–0    | Eva Dourthe            | Decisión (split)            | Cage Warriors 94                          | 16 de junio de 2018      | 3     | 5:00   | Amberes      |
| Victoria  | 1–0    | Maria Vittoria Colonna | TKO (detención de equina)   | Cage Warriors 91                          | 3 de marzo de 2018       | 1     | 5:00   | Newport      |